# Schizopyga circulator
Schizopyga circulator là một loài tò vò trong họ Ichneumonidae.